# Johanna Matintalo
Johanna Matintalo, née le 11 décembre 1996 à Pöytyä, est une fondeuse finlandaise et aussi athlète dans ses jeunes années. Elle est spécialiste des courses en technique classique et remporte la médaille de bronze du relais aux Championnats du monde 2021.

## Biographie

### Carrière dans l'athlétisme
En 2011, alors âgée de 14 ans, elle prend la deuxième place du championnat de Finlande sur 800 mètres avec un temps de 2 min 5 s 87, soit le meilleur temps mondial de l'année dans sa catégorie d'âge.
En 2013, elle remporte le titre de championne de Finlande du 800 mètres.
Au niveau international, elle participe notamment aux Championnats du monde junior en 2012 et aux Championnats du monde jeune 2013, où elle est atteint les demi-finales du 800 mètres.
Cependant, elle est perturbée par de multiples blessures et n'améliore pas son record de 2011. Elle décide de terminer sa carrière dans ce sport en 2016.

### Carrière dans le ski de fond
Membre du club Pöytyän Urheilijat, Johanna Matintalo fait ses débuts internationaux au Festival olympique de la jeunesse européenne 2013. Elle participe à sa première épreuve de Coupe du monde en novembre 2014 à Ruka. Après deux sélections aux Championnats du monde junior, où elle obtient une quatrième place comme meilleur résultat, elle passe au niveau espoir, remportant la médaille d'argent du skiathlon aux Championnats du monde des moins de 23 ans en 2017 à Soldier Hollow, devancée par Lotta Udnes Weng, après avoir effectué le meilleur parcours en style classique. Elle court ensuite sa deuxième course en Coupe du monde au dix kilomètres classique d'Otepää, où elle réalise le douzième temps, lui garantissant ses premiers points. Une semaine plus tard, elle est présente pour ses premiers championnats du monde à Lahti, en Finlande (29e du skiathlon). À l'été 2016, ayant abandonné l'athlétisme, elle se concentre pour la première fois entièrement son entraînement sur le ski de fond et est appointée dans l'équipe B de Finlande.
Durant la saison 2017-2018, Matintalo gagne deux courses de la Coupe de Scandinavie en style classique.
En 2018, Matintalo prend part aux Jeux olympiques de Pyeongchang, où elle est 24e du skiathlon, 19e du sprint et 18e du trente kilomètres. Au mois de mars, elle est dixième du dix kilomètres classique de Lahti, son premier top dix en Coupe du monde. En décembre 2018, elle arrive troisième avec ses coéquipières du relais à Beitostølen, pour monter sur son premier podium en Coupe du monde.
En 2020, alors qu'elle obtient peu de résultats dans le top trente, elle accroche une dixième place sur l'étape de Lahti sur le dix kilomètres classique. Sur cette même distance, elle obtient le meilleur résultat individuel de sa carrière jusque là au Tour de ski 2020-2021, avec une cinquième place à Val di Fiemme.
Aux Championnats du monde 2021 à Oberstdorf, alors que son meilleur résultat individuel est treizième sur le trente kilomètres et qu'elle chute sur le sprint après une bonne séance de qualification (3e), elle remporte sa première médaille avec le bronze sur le relais en compagnie de Jasmi Joensuu, Riitta-Liisa Roponen et Krista Parmakoski.

### En dehors du sport
Matibtalo qui vit à Rovaniemi, a pour petit-ami le fondeur Lauri Vuorinen.
En dehors du ski, elle est modèle pour une entreprise finlandaise de la mode qui mise sur le développement durable.

## Palmarès

### Jeux olympiques d'hiver
| Épreuve / Édition   | Sprint                           | Sprint    | 10 km | 10 km                            | Skiathlon 2 × 7,5 km | 30 km | Relais | Relais   |
| Épreuve / Édition   | libre                            | classique | libre | classique                        | Skiathlon 2 × 7,5 km | 30 km | Sprint | 4 × 5 km |
| JO 2018 Pyeongchang | Épreuve inexistante à cette date | 19e       | —     | Épreuve inexistante à cette date | 24e                  | 18e   | —      | —        |

Légende :
- — : Non disputée par Matintalo

### Championnats du monde
| Épreuve / Édition        | Sprint                           | Sprint                           | 10 km                            | 10 km                            | Skiathlon 2 × 7,5 km | 30 km | Relais | Relais                    |
| Épreuve / Édition        | libre                            | classique                        | libre                            | classique                        | Skiathlon 2 × 7,5 km | 30 km | Sprint | 4 × 5 km                  |
| Mondiaux 2017 Lahti      | —                                | Épreuve inexistante à cette date | Épreuve inexistante à cette date | —                                | 29e                  | —     | —      | —                         |
| Mondiaux 2019 Seefeld    | —                                | Épreuve inexistante à cette date | Épreuve inexistante à cette date | 17e                              | 32e                  | —     | —      | —                         |
| Mondiaux 2021 Oberstdorf | Épreuve inexistante à cette date | 26e                              | —                                | Épreuve inexistante à cette date | 30e                  | 13e   | —      | Médaille de bronze, monde |

Légende :
- — :  Épreuve non disputée par Matintalo

### Coupe du monde
- Meilleur classement général : 25e en 2021.
- 2 podiums en épreuve individuelle : 1 deuxième place et 1 troisième place.
- 5 podiums en équipes : 
  - 4 podiums en relais : 1 deuxième place et 3 troisièmes places.
  - 1 podium en sprint : 1 troisième place.

#### Courses par étapes
- Tour de Ski : 1 podium d’étape.

#### Classements détaillés
| Saison / Épreuve | Saison / Épreuve | Général | Général | Distance | Distance | Sprint | Sprint |
| ---------------- | ---------------- | ------- | ------- | -------- | -------- | ------ | ------ |
| Saison / Épreuve | Saison / Épreuve | Class.  | Points  | Class.   | Points   | Class. | Points |
| 2016-2017        | 2016-2017        | 73e     | 35      | 54e      | 35       | -      | -      |
| 2017-2018        | 2017-2018        | 70e     | 45      | 50e      | 40       | 72e    | 3      |
| 2018-2019        | 2018-2019        | 70e     | 49      | 57e      | 29       | 50e    | 20     |
| 2019-2020        | 2019-2020        | 67e     | 43      | 41e      | 43       | -      | -      |
| 2020-2021        | 2020-2021        | 25e     | 224     | 27e      | 128      | 35e    | 40     |

### Championnats du monde des moins de 23 ans
- Park City 2017
  -  Médaille d'argent du skiathlon.

### Coupe de Scandinavie
- 2 victoires.

### Championnats de Finlande
- Championne sur le sprint classique en 2021.